# Trombidiformes
Trombidiformes é uma ordem de ácaros do grupo Acariformes. 

## Taxonomia
Duas subordens são propostas para o grupo:
- Sphaerolichida
- Prostigmata